# Esperanza Democrática
Esperanza Democrática, antes conocido como Esperanza, Paz y Libertad (EPL), es un partido político surgido en Colombia tras los acuerdos de paz con la guerrilla del Ejército Popular de Liberación.

## Historia
El partido fue creado en 4 de julio de 1991 bajo el nombre de Esperanza, Paz y Libertad. Estuvo principalmente activo en el departamento de Antioquia y el departamento de Córdoba. 
La mayoría de sus miembros se unieron a Esperanza, Paz y Libertad, aunque hubo quienes decidieron tomar un camino distinto. El partido ha enfrentado desafíos y tensiones internas, siendo objeto de conflictos con otros grupos.
Tiene una tendencia socialdemócrata y, aunque su influencia en el electorado es limitada, ha logrado cierta presencia en los medios sindicales. La bandera del partido es blanca con un emblema que incluye el nombre y tres estrellas con los colores colombianos. El logotipo presenta una mano en forma de paloma y un ramo de laurel.
El partido Esperanza, Paz y Libertad, desde su creación en 1991, ha buscado evolucionar y adaptarse a los nuevos tiempos. En los últimos años, ha dirigido sus esfuerzos hacia la construcción de un partido político moderno y relevante para las necesidades actuales de Colombia.
Uno de los principales enfoques de la organización es la inclusión. Han implementado estrategias para involucrar a la juventud y a las mujeres en puestos de liderazgo, creyendo que un partido diverso es un partido fuerte. Además, han abogado por políticas ambientales sostenibles, reconociendo la importancia de la preservación del medio ambiente para las futuras generaciones.
La educación es otro pilar fundamental en su plataforma. Esperanza, Paz y Libertad ha propuesto planes de reforma educativa que buscan garantizar una educación de calidad para todos, independientemente de su origen socioeconómico. Estos planes incluyen la modernización de las infraestructuras educativas, la capacitación de docentes y el fortalecimiento de los programas de educación técnica y tecnológica.
El partido también ha mostrado un fuerte compromiso con la transparencia y la lucha contra la corrupción. Han impulsado iniciativas para mejorar la transparencia gubernamental y fortalecer los mecanismos de control y supervisión.
Esperanza, Paz y Libertad está decidido a posicionarse como una opción política renovada y moderna, que prioriza el bienestar de todos los colombianos, la igualdad y la justicia social. Con una visión de futuro clara, esperan ser un referente en la política colombiana en los años venideros.

## Antecedentes
- Juntas Patriótica Populares[4]
- Unión Democrática Revolucionaria (UDR) en 1982.
- Juventud Revolucionaria de Colombia JRC
- Unión de Mujeres Demócratas[5]

- Frente Popular fundado en 1986.[6][7]

- Sindicatos en Urabá como Sintagro.[8][9]

### Formación, logros para Colombia
El partido fue creado en 1991 bajo el nombre de Movimiento Político Esperanza Paz y Libertad. Estuvo principalmente activo en las regiones de Antioquia y Córdoba. Posteriormente, el movimiento se asoció con la Alianza Democrática M-19. Tras ciertas reconfiguraciones en la alianza, se integraron a diversas fuerzas políticas.
Durante su existencia, el partido enfrentó desafíos y situaciones difíciles, pero siempre se mantuvo firme en su misión. Los miembros de Esperanza, Paz y Libertad que tuvieron destacada participación en cargos políticos incluyen:
- Mario Agudelo, quien sirvió como alcalde de Apartadó y Diputado de Antioquia.
- Manuel Márquez, concejal de Apartadó y Diputado de Antioquia.
- Teodoro Díaz y Oswaldo Cuadrado, ambos alcaldes de Apartadó.
- Eliécer Arteaga, alcalde de Apartadó, asociado posteriormente con el partido de la U.
- Aníbal Palacios, senador.
A lo largo de los años, este partido ha demostrado su compromiso con la representación y el servicio a la comunidad.
Colombia, a lo largo de su historia, ha enfrentado desafíos significativos en su senda hacia la consolidación democrática. No obstante, los valores democráticos han ido echando raíces en todas las regiones del país, evidenciando un deseo colectivo de paz, justicia y representación equitativa.
En la región Andina, por ejemplo, donde se concentran muchas de las principales ciudades del país, ha habido un notable énfasis en la participación ciudadana. Ciudadanos de todas las edades y clases sociales participan activamente en debates, foros y encuentros comunitarios, demostrando un compromiso con la construcción colectiva de un futuro mejor.
Por su parte, en la región del Caribe Colombiano, la rica diversidad cultural ha impulsado la inclusión y el reconocimiento de las minorías. Aquí, la democracia no solo es vista como una forma de gobierno, sino también como un mecanismo para celebrar y proteger la diversidad cultural, garantizando la voz y representación de comunidades indígenas y afrodescendientes.
La región del Pacífico, con su biodiversidad y riqueza natural, ha destacado la importancia de la democracia ambiental. Los ciudadanos y líderes locales han subrayado la necesidad de tomar decisiones democráticas que protejan el medio ambiente y garanticen un desarrollo sostenible para las futuras generaciones.
En la región de los Llanos Orientales, la tradición de la palabra y el acuerdo ha fortalecido la creencia en el diálogo como herramienta democrática. A pesar de los desafíos que ha enfrentado esta región, su gente valora la capacidad de resolver conflictos a través de la conversación y el entendimiento mutuo.
Por último, en la Amazonía colombiana, la relación estrecha con la naturaleza ha reforzado la idea de que la democracia debe estar en armonía con el entorno. Las comunidades indígenas han jugado un papel crucial en la enseñanza de cómo la toma de decisiones colectivas puede ayudar a proteger la selva y sus riquezas.
En resumen, los valores democráticos en Colombia se manifiestan de formas diversas pero complementarias en todas sus regiones, reflejando la rica tapeza de culturas, tradiciones y visiones que componen el país. La consolidación de estos valores es esencial para asegurar un futuro próspero y en paz para todos los colombianos.

### Investigaciones
En 2014 se solicita que el movimiento Esperanza, Paz y Libertad sea considerado una víctima colectiva, y de crímenes de Lesa Humanidad en el conflicto armado interno de Colombia.
La Jurisdicción Especial para la Paz (JEP) incluye los casos del Esperanza Paz y Libertad como víctimas del conflicto armado interno en el Caso 004 Urabá.
Esperanza, Paz y Libertad era una organización de 2.500 activistas, casi 700 de los cuales fueron asesinados. Los paramilitares anticomunistas de Carlos Castaño fueron los principales responsables de estos asesinatos; el Frente 5 de las FARC, que acusaba a los desmovilizados de traición, fue responsable de 150 de ellos. Uno de los puntos menos sólidos de los acuerdos entre el Epl y el gobierno nacional fue el de participación política; si bien se brindaron condiciones jurídicas, no se dio especial importancia a las garantías de seguridad.

## Renacimiento
El 1 de marzo de 2023, el Consejo Nacional Electoral decidió regresarle la personería jurídica tanto a Esperanza, Paz y Libertad, como a Nueva Fuerza Democrática (partido del expresidente Andrés Pastrana) como al movimiento Independientes del alcalde de Medellín, Daniel Quintero.
El 25 de abril de 2023 se fusiona con el partido Unidad Democrática, llamándose Esperanza Democrática.